# 斷背山
《斷背山》（英語：Brokeback Mountain）是一部2005年上映的美国浪漫剧情电影，由李安執導，戴安娜·奥萨娜和詹姆斯·夏慕斯监制，剧本由戴安娜·奥萨纳與拉里·麦克默特里編寫。电影改編自1997年安妮·普露所著的同名短篇小說《斷背山》。2004年在加拿大艾伯塔省开始拍摄。電影由希斯·萊傑、傑克·葛倫霍、安·海瑟薇與蜜雪兒·威廉絲主演。故事讲述在1963年到1983年间，发生于美國西部两個男人之間情愛與性愛複雜的關係。
《斷背山》在威尼斯影展奪得金獅獎，並獲英國電影和電視藝術學院、金球獎、美國製片人協會、影評人票選獎與獨立精神獎等團體及影展，授予最佳影片與最佳導演獎。《斷背山》在第78屆奧斯卡金像獎中獲得八項提名，为同届最多，最终夺得了最佳導演、最佳改編劇本與最佳電影配樂三項大獎。在获奖名单揭晓前，《斷背山》被普遍公認最有希望奪得最佳影片獎，但最终敗給了《衝擊效應》。《斷背山》也在商业上获得了巨大成功，在史上愛情/劇情片中票房排名第八。

## 剧情简介
艾尼斯·戴尔·玛（希斯·萊傑饰）在怀俄明州与犹他州交界处的一个穷苦的小农庄里长大。他的父母車禍喪生後，由哥哥和姐姐抚养成人。父母只留下了24美元现金和一个被抵押了两次的小庄园。艾尼斯没有读中学，他的少年是在劳苦和穷困中渡过的。他与艾爾瑪·畢爾絲（蜜雪兒·威廉絲饰）订婚，他省吃俭用希望買一塊地。1963年，艾尼斯还不到20岁，他前往農場人力的事務所报到，並结识了同岁的杰克·特斯（傑克·葛倫霍饰）。之後他們来到了怀俄明的一個農場，傑克已经在这个农场里工作了一个夏天。这个英俊、深色頭髮、活泼爱笑的人特别热衷于當牛仔。两人接收了上千只母羊和羊羔，要将这些羊赶到断背山上没有树木的草原上去。
艾尼斯留在宿营地，杰克必須与羊一起过夜，他每天花好幾個小時在营地和草原之间跋涉。朝夕相處的艾尼斯和傑克十分投契，無論休憩與忙碌都互相照應陪伴。艾尼斯甚至帮助杰克，與他對調崗位。一夜，酒喝多了，艾尼斯步履蹣跚，无法回到羊群所在地，傑克便拿出毯子讓他露宿在篝火旁。半夜气温骤降，篝火也熄灭了，艾尼斯直打哆嗦，杰克就让艾尼斯一同在帐篷躺下。夢囈中，傑克揪住艾尼斯，兩人眉眼與呼吸間不可自抑地擦出了火花。天亮后，他們没有提起昨夜的性愛，直到彼此席地而坐才交換隻字片語。艾尼斯否認自己是同性戀，將昨夜失態視為離譜的事，並下不為例。只是很快地，他们還是情不自禁，在夜晚的帐篷、在明媚的草原、在熊熊的篝火旁，享受親密的時光。八月，山顶飞雪，他们将羊群赶下山。断背山共同的生活结束了，兩人捨不得彼此，艾尼斯內心十分煎熬，但是必須履行婚約，他与杰克还是分道揚鑣了。
艾尼斯回到艾尔玛身边，三个月后两人结婚了。他们移居到懷俄明州的瑞佛頓。四年后两人已有了一對女儿，艾尼斯為生活勞碌，漸漸不期望能再见杰克了。杰克則在他们分别的第二年重回打工的农场，試圖再次與艾尼斯相遇，卻無法如願。后来他在德州重拾牛仔頭銜，並与一个富有工业家的女儿露琳（安·海瑟薇饰）结婚，夫婦有一个儿子。即便杰克的丈人對他的出身有成見，但婚後生活還是一天天進行著。
直到一日，艾尼斯驚訝地收到傑克的明信片，杰克表示自己即将到瑞佛頓，期望重逢。艾尼斯回信後迫切的期盼著。两人见面那日，澎湃的思念一觸即發，原來彼此是多麼需要對方。艾尼斯跑出房舍與傑克失控擁吻，艾尔玛卻正好在楼上的窗边目睹了一切，她絕望地感受到背叛和痛苦。
久違的艾尼斯與傑克到汽车旅馆溫存。冷靜思索後，虽然彼此相爱，但他们不能离弃妻子和儿女，於是他们只能約定，从此以後以一起钓鱼为由见面，共渡秘密的兩人时光。之後的見面，傑克坦言希望兩人一起生活，艾尼斯回絕了，他說，他小时候看過一個同性恋农工被人用一條汽车轮胎撬棍殴打至死，然後弃尸荒野，世俗的側目是不得不防備的。艾尔玛知道艾尼斯的秘密，無法再冷靜地与艾尼斯一起生活。隱忍了六年之后，艾尔玛提出离婚，之後与她任職的当地食品店老板结婚。
艾尼斯很快又开始做零工了，他在怀俄明的农庄间流荡。此后几年中他与杰克定期相聚，两人踏遍了附近的山峦河流，但却再也没有回到断背山。日月如梭，杰克越来越希望能和艾尼斯长相厮守，但艾尼斯無法肯定他們的結局會是美滿的，只能夠懦怯的拒绝。杰克曾试图融入婚後忙碌的生活，亦曾去墨西哥性交易，但依舊无法忘记艾尼斯。艾尼斯也曾邂逅愛他的女性，却无法給予承諾。1983年，斷背山相遇的二十年后，他們依昔地相約渡過一週的時光，直到分別前，艾尼斯表示下一次碰头要延遲，傑克再也無法忍受長久以來的聚少離多，兩人一路累積的情緒爆發，產生了争执。傑克不忍再逼迫脆弱的艾尼斯，只能讓他像二十年前一般從眼前離開。几个月后，艾尼斯得到杰克去世的消息。悲慟之下他致電詢問，杰克的妻子說，傑克在为轮胎打气时意外死亡，輪胎爆炸、车轮的輪框擊中他的臉。艾尼斯想起從前轮胎撬棍的故事，他無法不去想杰克的死不只是一个意外。
杰克生前曾说要将自己的骨灰撒在断背山上，为此艾尼斯前往杰克的故鄉欲帶走傑克骨灰。杰克的父親說，傑克每年回故鄉時都提到他要离婚的想法，並希望与艾尼斯一起搬到附近的小房子里自立門戶，经营他父母的农庄。但他死前几个月，卻突然决定与他在德州的一个邻居一起来做这件事。聞言艾尼斯更加肯定傑克的死因了。傑克的母親保留了他的房間，在杰克的房裡，艾尼斯找到了昔日於斷背山扭打時，傑克所穿的牛仔襯衫，內裏包覆著當時艾尼斯所穿的襯衣，整齊地掛在木櫃裏，似乎象徵杰克永遠深愛與包容著艾尼斯。當年艾尼斯以為這件襯衫已丟失了，原來被杰克所收藏，艾尼斯擁著衣物哭泣。離去前，杰克的父親執意將杰克的骨灰葬在家族墓園裡，艾尼斯雖不能圓杰克的心願，但將兩件襯衣帶走了。
最後，艾尼斯的大女兒驅車來訪，邀請他參加她的婚禮，艾尼斯默然，憶起傑克，過往的滄海桑田，對比女兒走向婚姻的結局，是喜悅，更多的是悵然。一直未能盡人父關懷的艾尼斯答應了女兒的邀約，女兒展露笑容。目送女兒走後，艾尼斯打開衣櫃，櫃門釘著一張斷背山的明信片，兩件老襯衣掛在明信片下，但此回艾尼斯已將自己的襯衣「包裹」住杰克了。艾尼斯蹙眉，輕聲呢喃：「杰克，我發誓……」。

## 演員
| 演員                            | 角色                                     |
| 希斯·萊傑 Heath Ledger          | 艾尼斯·戴爾·瑪                           |
| 傑克·葛倫霍 Jake Gyllenhaal     | 傑克·特斯                                |
| 蜜雪兒·威廉絲 Michelle Williams | 艾爾瑪·畢爾絲·戴爾·瑪 Alma Beers Del Mar |
| 安·海瑟薇 Anne Hathaway         | 露琳·紐森·崔斯特 Lureen Newsome Twist    |
| 藍迪·奎德 Randy Quaid           | 喬·阿奎瑞 Joe Aguirre                    |
| 琳達·卡德琳妮 Linda Cardellini  | 凱西·卡特萊特 Cassie Cartwright          |
| 安娜·法瑞絲 Anna Faris          | 拉夏·瑪隆 Lashawn Malone                 |
| 凱特·瑪拉 Kate Mara             | 小艾爾瑪 Alma Del Mar Jr.                |

## 製作
这部电影是根据美国作家安妮·普露于1997年10月13日发表于《纽约客》杂志的一部短篇小说改编的。这部小说获得评论家的好评，于1998年赢得欧·亨利小说奖，《纽约客》杂志也因刊登这篇小说而于1999年赢得美国全国杂志大奖。同年普露在她的文集《近情情怯：怀俄明故事集》（Close Range: Wyoming Stories）裡发表了一个改写的版本。这部改写本获得了当年的纽约客书籍奖，2000年还获得了“英语联盟大使书籍奖”（English-Speaking Union's Ambassador Book Award）和博多书店原声文学奖。
早在1997年普利策奖获得者拉里·麦克默特里以及电影腳本作家和电影监制黛安娜·奥萨纳就已经为这部小说写了一个电影版本，但是当时好莱坞主流电影公司基於市場接受度等考量，多不愿接拍這部以同性愛情為主題的電影。导演乔·舒马赫和加斯·范·桑特均曾考虑过執導这部电影，最后則確定由李安執導，从2004年5月24日开始拍攝，在卡尔加里進行製作。电影情节设置在美国怀俄明州，但是电影场景却几乎全部在加拿大艾伯塔省南部的加拿大落基山脉拍摄。

## 评价
许多专业影评人给予了这部电影正面评价。在烂蕃茄网上，断背山获得了87%的新鲜度，并获得了“美丽的、史诗般的西部片，希斯·萊傑和傑克·葛倫霍的表演让电影中两人的同性爱情处处充满了心碎”。芝加哥太阳报给予这部电影四星半，今日基督教给予了这部电影正面评价。《時代雜誌》2022年6月公佈的「16部必看LBGTQ題材電影」中，本片榜上有名。本片也被《IndieWire》列入40部最佳悲傷電影名冊。

## 轶事
- 演员希斯·萊傑和蜜雪兒·威廉絲在拍摄时相逢和相爱，两人的女儿于2005年10月28日出生。而希斯·萊傑則於2008年1月22日被家中管家發現死於自家床上，死因是急性药物中毒。
- 为了拍7月4日的那场戏电影中使用了上百加拿大临时演员。导演对他们说，他们就要像当地的冰球队得了冠军一样狂欢。
- 中國古代原有「斷袖」用以指稱同性戀的說法，典故源自汉哀帝。而在現代華語文化圈中，因受此片的影響，「斷背」也成為新的代稱[10][11]，2007年成为中国教育部公布的171新词之一。
- 2016年8月，網路謠傳本片製作團隊正在著手製作女性版斷背山，並邀請了瑪格·羅比和艾瑪·華森演出兩位主角，引起網路熱烈討論，儘管最後被澄清謠言非屬實，瑪格·羅比也透露如果謠言是真的，自己也樂見其成。